# José Ferrándiz y Ruiz
José Ferrándiz y Ruiz (Lorca, 24 de febrero de 1853-Madrid, 21 de enero de 1927) fue un sacerdote, periodista, traductor y escritor anticlerical español.

## Biografía
Nació en la ciudad murciana de Lorca el 24 de febrero de 1853. De familia muy humilde, ingresó en el seminario tras el prematuro fallecimiento de su padre. Una vez ordenado sacerdote fue destinado a Llerena (Badajoz), y más tarde a San Ginés, en Madrid. Un desengaño con su obispo, que se negó a sufragar en 1880 la cara operación de su enferma madre, lo volvió un feroz y radical anticlerical que se obligó a escribir artículos bajo pseudónimo contra el alto clero a fin de sufragar dicha operación, por lo cual fue procesado canónicamente, aunque no pudieron demostrar su autoría; en 1888 pidió perdón al obispo sin que trascendiera públicamente; pero, años después, al haber advenido un nuevo obispo en Madrid, se reabrió su caso y se lo juzgó por herejía, siendo condenado a reclusión en un convento de Getafe. Tras un año internado, salió y se declaró de nuevo en rebeldía; de esta época son los artículos que firmaba como «Pío Quinto» y «El capellán Verdades» en Vida Nueva, que durante un tiempo fueron atribuidos al también anticlerical Pío Baroja.
Buen escritor, fue un activo colaborador de El Resumen (donde escribió bajo el pseudónimo «Un clérigo de esta Corte»), de La Unión Católica, de El Movimiento Católico, de Las Dominicales del Libre Pensamiento (donde firmaba con el pseudónimo «Constancio Miralta»), de El Radical, de El País y de El Motín (en que firmaba bajo el pseudónimo «Este cura»), entre otros. También compuso numerosas novelas y ensayos anticlericales firmando bajo el pseudónimo de «Constancio Miralta» y "Próspero Marsigli"; estas obras fueron añadidas al Index librorum prohibitorum vaticano. Otras veces, en La Correspondencia de España, usó el sobrenombre de «El devoto parlante».
Su visión de la Iglesia católica española es la de quien la ha vivido por dentro y por fuera y por ello resulta bastante valiosa para el historiador; escribió, por ejemplo, que «destronada Isabel II, la mayor parte del clero se hizo carlista». Pero también ejerció en la prensa la crítica de arte o la exégesis doctrinal. Tras una vida de idas y venidas contra el clero y de centenares de artículos escritos, Ferrándiz se retractó de nuevo en 1915 y murió en 1927 totalmente olvidado, como cura de la parroquia madrileña de San José, aunque sin dejar de ningún modo un pensamiento profundamente liberal.
Sus últimas obras fueron una novela de ficción científica, Dos mundos al habla, y un conjunto de biografías de clérigos corruptos de su tiempo (más en concreto, de entre 1890 y 1900), Sotanas conocidas, publicada en 1915. También tradujo y continuó hasta Pío X, de Pierre Lanfrey, la Historia política de los Papas; importante es su versión de la Nueva vida de Jesús de David Friedrich Strauss; también se le debe la traducción de La patrona más dos historias breves de Fiódor Dostoievski.
Los juicios de sus contemporáneos son dispares y así, aunque se ganó la confianza y los elogios del librepensador Ramón Chíes, editor de Las Dominicales del Libre Pensamiento, Rafael Cansinos-Asséns habló de su aversión a los neocatólicos, a los jesuitas y a los escritores modernistas, jóvenes melenudos que cantaban princesas liliales de una belleza clorótica» y de que estaba amancebado con una mujer; en suma, dice, «tenía el alma del inquisidor al revés».

## Obras
- Memorias de un clérigo pobre publicadas en Las Dominicales del Libre Pensamiento por Constancio Miralta, presbítero. Con un prólogo de Ramón Chíes, Madrid, 1884.
- Los secretos de la confesión: Revelaciones, misterios, crímenes, horrores y monstruosidades; sacrilegios, aberraciones y ridiculesces; miserias, problemas sociales o religiosos y extravagancias humanas; inmoralidades de la moral conservadora y ultramontana, y otros excesos o pecados oídos a los penitentes durante la larga práctica del confesionario, Madrid, Alfredo Alonso, 1886.
- El sacramento espúreo: Exposición práctica, histórica y crítica del matrimonio canónigo, su Pretendida Indisolubilidad y Garantía Social; falsedad de su Fundación por Cristo, y Modo de Casarse ante el Cura contra su Voluntad o sin Experiencia Previa, Madrid, Editorial J. Matarredona hermanos: Imprenta de Ramón Angulo, 1887.
- Con el pseudónimo Próspero Marsigli, El papa y los peregrinos. Crónica verdad de la romería, jubileo en Roma y bodas de León XIII; preliminares, historia, viajes, acontecimientos, causas, efectos políticos, impresiones y desengaños, por Próspero Marsigli. Versión castellana de P. Biosca, Madrid: Editorial J. Matarredona hermanos: Imprenta de Ramón Angulo, 1888.
- Memorias de una monja, sor Teresa, revisadas y arregladas por J. Ferrándiz. Madrid, 1901.
- El manuscrito de una monja. Conclusión de las memorias por Sor Teresa, Madrid: La Editorial Moderna, 1902.
- Sotanas conocidas. Semblanzas de eclesiásticos españoles contemporáneos bajo cualquier concepto notables. Madrid: Tipografía de la Sociedad de Publicaciones Históricas, 1913.
- Dos mundos al habla. Cuarenta días de relaciones interplanetarias. Madrid: Ed. Antea, 1922.
- España bajo el dominio del papado, traducido al alemán bajo el título de Das heutige Spanien unter dem Joch des Papsttums, Frankfurt: Neuer Frankfurter Verlag, 1909.
- El dies irae de San Huberto, Madrid: El Cuento Semanal n.º 46, 1907.
- Los dos cenicientos. Con un artículo de J. Bueno, Madrid: El Libro Popular, 1913.
- La doncella viuda, o buena obra con fin bueno Madrid: La Novela de Bolsillo núm. 15, 1913.
- La boda por su precio, perdida.
- El castillo de ensueño, perdida.
- Más allá de la hermosura, perdida.
- Entre dos mundos, perdida.
- El hijo de Jairo, perdida.
- La muerte de un microbio. Mendicidad, perdida.
- Cartilla taurómaca, perdida.

## Traducciones
- Pierre Lanfrey, Historia política de los Papas.
- David Friedrich Strauss, Nueva vida de Jesús, Valencia / Madrid / Barcelona: F. Sempere y Compañía, [1905] 2 vols., reimpresa en Buenos Aires: Biblioteca Nueva, 1943.
- Fedor Dostoievski, La Patrona, más dos historias breves. [El ladrón honrado y La mujer ajena y un marido bajo la cama]. Valencia, Editorial Sempere, s.a. (hacia 1924).